# Digitale Radioskopie
Digitale Radioskopie ist ein Verfahren der zerstörungsfreien Werkstoffprüfung. Es nutzt Röntgenstrahlung zur Suche nach Fehlern in Bauteilen. International wird es DR für engl. “digital radioscopy” bezeichnet.
Die Prüfeinrichtungen nutzen Röntgenröhren, die kontinuierliche Röntgenstrahlen erzeugen. Diese durchdringen zu prüfende Bauteile in der Anlage. Ein Detektor bereitet die Daten zu einem Live-Bild auf, das an einen Monitor übertragen wird. Dort werden Materialfehler sichtbar. Die Bauteile lassen sich über Rangiermethoden bewegen. Das Bedienpersonal kann die Bewegung über Joysticks aus Vollschutzkabinen steuern.
Zur Durchdringung von Metallteilen sind höhere Strahlungsenergien erforderlich als für Röntgenanlagen im medizinisch-diagnostischen Bereich. Die Anlagen werden daher kontinuierlich von der Gewerbeaufsicht überwacht.